# Type C3
Pour les articles homonymes, voir C3.

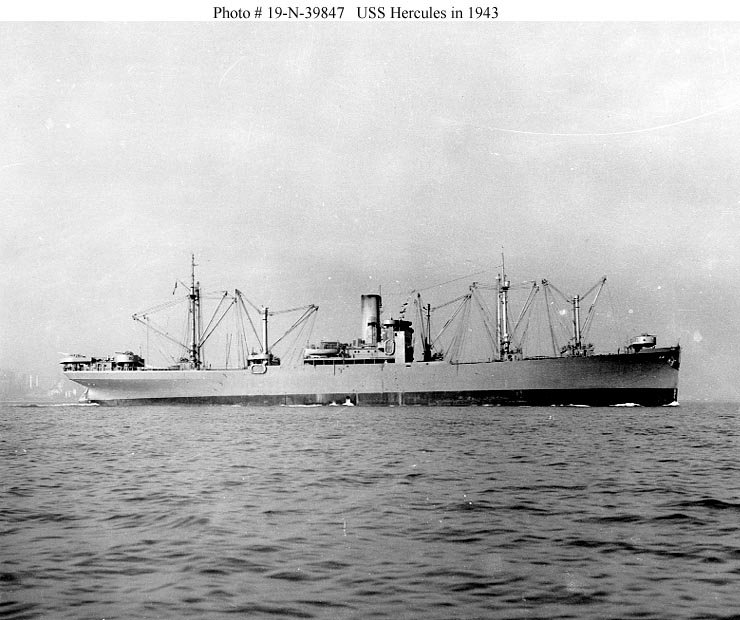
L’Exporter, le premier navire C3 construit, vu ici en 1943 après conversion par l'US Navy, sous le nom de USS Hercules.

Les navires de type C3 forment une classe de cargos polyvalents conçus par la United States Maritime Commission (MARCOM) à la fin des années 1930, à la suite du type C2. Comme pour ces derniers, la commission fait d'abord circuler des plans pour qu'ils soient critiqués par des chantiers et architectes navals. Ces navires n'étaient pas conçus pour une route particulière mais pouvaient être employés n'importe où, et devaient pouvoir être modifiés selon les besoins des armateurs.
Le C3 était plus grand et plus rapide que son prédécesseur, mesurant 492 pieds hors-tout soit 150 m (contre 459 pieds pour le C2), et conçu pour atteindre 16,5 nœuds contre 15,5 pour le C2. Il possédait également cinq cales. Au total, 465 navires furent construits entre 1939 et 1947.
Pendant la Seconde Guerre mondiale, de nombreux C3 furent convertis pour être utilisés par l'US Navy, notamment comme porte-avions d'escorte, et comme navires de ravitaillement pour les destroyers, les sous-marins et les hydravions.

## Sources
- (en) Cet article est partiellement ou en totalité issu de l’article de Wikipédia en anglais intitulé « Type C3 class ship » (voir la liste des auteurs).
- L.A. Sawyer & W.H. Mitchell, From America to United States: The History of the long-range Merchant Shipbuilding Programme of the United States Maritime Commission, London, 1981, World Ship Society
- United States Maritime Commission C3 Type Ships